# Carlos Germano
Carlos Germano, właśc. Carlos Germano Schwambach Neto (ur. 14 sierpnia 1970 w Domingos Martins) – brazylijski piłkarz grający na pozycji bramkarza.

## Kariera klubowa
Carlos Germano pochodzi ze stanu Espírito Santo, a jego ojciec pochodzi z Niemiec. Karierę piłkarską rozpoczął w rodzinnym mieście Domingos Martins. W 1985 jego talent odkryli poszukiwacze talentów z klubu CR Vasco da Gama i młodemu Carlosowi zaproponowano staż w zespole młodzieżowym. Jeszcze w tym samym roku młody golkiper stał się podstawowym zawodnikiem młodej drużyny Vasco da Gama, a w 1990 roku przesunięto go do kadry pierwszego zespołu. W lidze brazylijskiej zadebiutował jednak dopiero rok później, ale w pierwszych latach swojej kariery był rezerwowym, m.in. dla reprezentanta kraju, Acacio. Swoje pierwsze sukcesy z Vasco osiągnął w 1992 roku, gdy wywalczył mistrzostwo stanu Rio de Janeiro, a także sięgnął po mniej znaczące trofeum, Taça Guanabara. W 1993 roku częściej grywał między słupkami drużyny z Rio de Janeiro i sięgnął po swoje drugie w karierze mistrzostwo stanowe. W 1994 roku powtórzył ten sukces, a także drugi raz wygrał Taça Guanabara. W 1997 roku pierwszy i jedyny raz w karierze został mistrzem Brazylii. W 1998 roku Vasco da Gama z Carlosem Germano w bramce dotarło do finału Copa Libertadores, a tam okazało się lepsze od ekwadorskiej Barcelony (2:0, 2:1). W tym samym roku Carlos został także mistrzem swojego stanu i zdobył Taça Guanabara. Wystąpił też w przegranym 1:2 Pucharu Interkontynentalnego z Realem Madryt. W Vasco da Gama Germano grał jeszcze w 1999 roku, a łącznie dla tego klubu rozegrał 119 meczów w lidze brazylijskiej.
Na początku 2000 roku Carlos Germano odszedł z Vasco po kłótni z prezesem klubu. Został bramkarzem Santosu FC, ale rozegrał tam tylko jeden sezon i wystawiono go na listę transferową (klub nie był w stanie wypłacić należności finansowych). W 2001 roku odszedł na zasadzie wolnego transferu do Portuguesy São Paulo i tam, podobnie jak w Santosie, spędził jeden sezon. W 2002 roku wrócił do Rio i grał w Botafogo. W 2003 roku był bramkarzem Paysandu SC Sport Club, w 2004 – América Rio de Janeiro, a w 2005 – Madureira Esporte Clube. Latem tamtego roku wyjechał do portugalskiego FC Penafiel, z którym spadł z pierwszej ligi, a w 2006 roku zakończył karierę.
| Sezon   | Klub                     | Kraj       | Rozgrywki             | Mecze | Bramki |
| ------- | ------------------------ | ---------- | --------------------- | ----- | ------ |
| 1990    | CR Vasco da Gama         | Brazylia   | Campeonato Brasileiro | 0     | 0      |
| 1991    | CR Vasco da Gama         | Brazylia   | Campeonato Brasileiro | 3     | 0      |
| 1992    | CR Vasco da Gama         | Brazylia   | Campeonato Brasileiro | 1     | 0      |
| 1993    | CR Vasco da Gama         | Brazylia   | Campeonato Brasileiro | 12    | 0      |
| 1994    | CR Vasco da Gama         | Brazylia   | Campeonato Brasileiro | 20    | 0      |
| 1995    | CR Vasco da Gama         | Brazylia   | Campeonato Brasileiro | 21    | 0      |
| 1996    | CR Vasco da Gama         | Brazylia   | Campeonato Brasileiro | 13    | 0      |
| 1997    | CR Vasco da Gama         | Brazylia   | Campeonato Brasileiro | 14    | 0      |
| 1998    | CR Vasco da Gama         | Brazylia   | Campeonato Brasileiro | 15    | 0      |
| 1999    | CR Vasco da Gama         | Brazylia   | Campeonato Brasileiro | 20    | 0      |
| 2000    | Santos FC                | Brazylia   | Campeonato Brasileiro | 11    | 0      |
| 2001    | Portuguesa São Paulo     | Brazylia   | Campeonato Brasileiro | 20    | 0      |
| 2002    | Botafogo FR              | Brazylia   | Campeonato Brasileiro | 24    | 0      |
| 2003    | Paysandu SC Sport Club   | Brazylia   | Campeonato Brasileiro | 23    | 0      |
| 2004    | América Rio de Janeiro   | Brazylia   | Campeonato Brasileiro | ?     | 0      |
| 2005    | Madureira Rio de Janeiro | Brazylia   | Campeonato Brasileiro | ?     | 0      |
| 2005/06 | FC Penafiel              | Portugalia | Superliga             | ?     | 0      |

## Kariera reprezentacyjna
W reprezentacji Brazylii Carlos Germano zadebiutował 11 października 1995 roku w wygranym 2:0 towarzyskim spotkaniu z Urugwajem. W 1997 roku jako rezerwowy zdobył z „Canarinhos” złoty medal Copa América 1997. W 1998 roku został powołany przez Mário Zagallo do kadry na Mistrzostwa Świata we Francji. Z drużyną wywalczył tam wicemistrzostwo świata, ale nie rozegrał żadnego spotkania. Po tym turnieju zakończył reprezentacyjną karierę, a w drużynie narodowej wystąpił 9 razy.